# Зидов, Эмиль фон
Эмиль фон Зидов (нем. Emil von Sydow; 15 июля 1812, Фрайберг — 13 октября 1873, Берлин) — немецкий географ и картограф.
Преподавал географию и картографию в военной академии в Эрфурте, с 1867 г. главный картограф прусского Генерального штаба.
Первым предложил цветовое решение для физических карт, в соответствии с которым более низменная местность отображается зелёным цветом, более возвышенная — жёлтыми цветами вплоть до коричневого (до фон Зидова рельеф показывался на картах исключительно штриховкой). В 1842—1844 гг. выпустил основанный на собственных разработках «Методический атлас для научного исследования Земли» (нем. Methodischer Hand-Atlas für das wissenschaftliche Studium der Erdkunde, выдержавший множество переизданий сперва в оригинальном виде, а потом в редакции Германа Вагнера, сделанной в 1889 г. (в 1944 г. выпущено 23-е издание). «Школьный атлас» (нем. Schulatlas) фон Зидова выдержал 28 изданий к 1876 году. Ему принадлежит также «Очерк общей географии» (нем. Grundriss der allgemeinen Geographie; 1862).